# Prasabani
Prasabani – gaun wikas samiti we wschodniej części Nepalu w strefie Sagarmatha w dystrykcie Saptari. Według nepalskiego spisu powszechnego z 2001 roku liczył on 1035 gospodarstw domowych i 5604 mieszkańców (2779 kobiet i 2825 mężczyzn).